# Anilocra recta
Anilocra recta là một loài chân đều trong họ Cymothoidae. Loài này được Nierstrasz miêu tả khoa học năm 1915.